# 黄斑変性症
黄斑変性症（おうはんへんせいしょう、英語：Macular degeneration）は、何らかの原因で眼の網膜の黄斑部が変性する疾患の総称である。古くは原発性と続発性に区別されていたが、現在では個々の疾患名で呼ばれる。
原発性：
- 黄斑ジストロフィー[2]
- 先天性黄斑低形成
- 加齢黄斑変性

続発性：
- 強度近視
- クロロキン網膜症
- 糖尿病性網膜症
- ぶどう膜炎[3]
- 網膜静脈閉塞症

続発性の疾患は、黄斑部の持続的循環障害が原因となる。